# برت اچ. میلر
برت اچ. میلر (به انگلیسی: Bert H. Miller) سناتور سابق عضو حزب دموکرات ایالات متحده آمریکا بود. وی در سال 1949 میلادی سناتور ایالت آیداهو در سنای ایالات متحده آمریکا بود.